# 提姆·卡楚林斯基
提姆·卡楚林斯基（Timothy James "Tim" Kazurinsky，1950年3月3日—）是美國的一位演員和編劇。他是週六夜現場的出演嘉賓之一，並且在警察學校中出演Carl Sweetchuck角色。